# Acartauchenius monoceros
Acartauchenius monoceros é uma espécie de aranhas da família Linyphiidae encontradas no Uzbequistão. Foi descrita pela primeira vez em 1989.